# Isabella Beeton
Isabella Mary Beeton (født Mayson; 14. marts 1836 - 6. februar 865) kendt som Mrs Beeton var en engelsk journalist, redaktør og forfatter. Hendes navn bliver særligt associeret med hendes første bog Mrs Beeton's Book of Household Management (1861). Hun blev født i London og efter at have gået i skole Islington i det nordlige London og Heidelberg i Tyskland blev hun gift med Samuel Orchart Beeton, der var en ambitiøs forlægger og redaktør.
I 1857, mindre end et år efter brylluppet, begyndte hun at skrive for en af sin mands kunder, The Englishwoman's Domestic Magazine. Hun oversatte fransk fiktion og skrev en madlavningsklumme, selvom alle opskrifterne var kopieret fra andre kogebøger eller indsendt af bladets læsere. I 1859 lancerede Beetons en serie af 48-siders månedligt supplement til The Englishwoman's Domestic Magazine; de 24 udgaver blev udgivet i et samlet værk som Mrs Beeton's Book of Household Management i oktober 1861, der solgte 60.000 eksemplarer det første år. Beeton skrev herefter på en forkortet udgave af sin bog, der fik titlen The Dictionary of Every-Day Cookery, da hun døde af barselsfeber i februar 1865 i en alder af 28 år. Hun fødte fire børn, hvoraf de to døde som spæde, og hun havde flere spontante aborter. To forfattere, der har skrevet biografier om hende, Nancy Spain og Kathryn Hughes, har fremsat en teori om, at Samuel havde fået syfilis inden ægteskabet, og havde smittet sin hustru med det.
Book of Household Management er blevet redigeret, revideret og udvidet adskillige gange siden Beetons død, og den er stadig i trykken. Madskribenter har udtalt at de efterfølgende udgaver af hende bog var meget bedre end den oprindelige udgave. Adskillige madskribenter, som Elizabeth David og Clarissa Dickson Wright, har kritiseret Beetons værk, særligt hendes brug af andres opskrifter. Andre som madskribenten Bee Wilson, betragter kritikken som overdreven, og at Beeton og hendes arbejde er ekstraordinært og beundringsværdigt. Hendes navn er blevet associeret med viden og autoritet inden for victoriansk madlavning og styring af hjemmet. Oxford English Dictionary skrev, at i 1891 var Mrs Beeton blevet et generisk navn for autoritet i hjemmet. Hun havde stor indflydelse på at opbygge middelklassens identitet i viktoriatiden.